# Pseudocalyx
Pseudocalyx, biljni rod iz porodice primogovki smješten u tribus Thunbergieae, dio potporodice Thunbergioideae. Sastoji se od 6 vrsta iz tropske Afrike i Madagaskara 

## Opis
Lijane. Cvat je grozd. Brakteole obavijaju čašku i cijev vjenčića. čašica u obliku šalice . Vjenčić blago dvoustan. Plodnih prašnika 4; prašnici koji se otvaraju vršnim porama. Stigma 2-režnjevita. Sjemenke nisu položene na retinakule. Slične Thunbergiji, a razlikuju se po prašnicima koji se otvaraju vršnim porama za razliku od uzdužnih proreza. 
Tipična vrsta je Pseudocalyx saccatus, lijana iz Angole, Madagaskara, Mozambika, Tanzanije, Zambije, DR Konga i Zimbabvea. Rod je opisan u Abh. Naturwiss. Vereins Bremen,  8: 416. 1883.

## Vrste
1. Pseudocalyx aurantiacus Benoist
2. Pseudocalyx libericus Breteler
3. Pseudocalyx macrophyllus McPherson & A.Louis
4. Pseudocalyx ochraceus Champl.
5. Pseudocalyx pasquierorum Breteler
6. Pseudocalyx saccatus Radlk.